# Bandeira de Dourado (São Paulo)

Bandeira de Dourado

A Bandeira Municipal de Dourado foi criada pela lei municipal nº 279, de 7 de maio de 1980.
Sobre a base em cor azul, há um triângulo branco. Sobre este está o brasão de armas. Sua altura tem 14 módulos por 20 de comprimento.